# Mario Benjamín Menéndez
Mario Benjamín Menéndez, né le 30 avril 1930 à Chañar Ledeado et mort le 18 septembre 2015 est un général argentin.

## Biographie
Il qui occupe le poste de gouverneur militaire des Îles Malouines pendant la guerre des Malouines est, de cette manière, commandant des forces argentines dans les îles,.
Il participe à l'opération Indépendance, contre le ERP, pendant la presidence de María Estela Martínez de Perón. Après la guerre, il est dégradé pour incapacité militaire avec le général Leopoldo Galtieri. 
Il est l'oncle de Luciano Benjamín Menéndez et le neveu de Benjamín Menéndez.